# Malang Balouch
Malang Balouch (ur. 10 sierpnia 1948) – pakistański bokser.
Uczestniczył w Letnich Igrzyskach Olimpijskich, w 1972 roku, odpadł w pierwszej rundzie w wadze lekkopółśredniej po przegranej walce z Grahamem Moughtonem.